# Liste der Biografien/Weit
Liste der Biografien |
Portal Biografien |
Personensuche
# |
A |
B |
C |
D |
E |
F |
G |
H |
I |
J |
K |
L |
M |
N |
O |
P |
Q |
R |
S |
T |
U |
V |
W |
X |
Y |
Z |
?
 
Wa |
Wc |
Wd |
We |
Wh |
Wi |
Wj |
Wl |
Wn |
Wo |
Wr |
Ws |
Wt |
Wu |
Ww |
Wy |
Wz
 
Wea |
Web |
Wec |
Wed |
Wee |
Wef |
Weg |
Weh |
Wei |
Wej |
Wek |
Wel |
Wem |
Wen |
Weo |
Wep |
Wer |
Wes |
Wet |
Weu |
Wev |
Wew |
Wex |
Wey |
Wez
 
Weia |
Weib |
Weic |
Weid |
Weie |
Weif |
Weig |
Weih |
Weij |
Weik |
Weil |
Weim |
Wein |
Weip |
Weir |
Weis |
Weit |
Weix |
Weiz
Die Liste der Biografien führt alle Personen auf, die in der deutschsprachigen Wikipedia einen Artikel haben. Dieses ist eine Teilliste mit 152 Einträgen von Personen, deren Namen mit den Buchstaben „Weit“ beginnt.

## Weit
- Weit, Dennis (* 1997), deutscher Handballspieler
- Weit, Inna (* 1988), deutsche Leichtathletin

### Weita
- Weitauer, Kurt (1936–2017), deutscher Fußballspieler

### Weitb
- Weitbrecht, Carl (1847–1904), deutscher Diakon, Schriftsteller, Literaturhistoriker und Hochschullehrer
- Weitbrecht, Conrad (1796–1836), deutscher Bildhauer und Kunstlehrer
- Weitbrecht, Gottlieb Friedrich von (1840–1911), deutscher lutherischer Theologe und Generalsuperintendent in Ulm
- Weitbrecht, Hans Jörg (1909–1975), deutscher Psychiater und Neurologe
- Weitbrecht, Hansjörg (1938–2019), deutscher Industrie- und Betriebssoziologe
- Weitbrecht, Hansjörg (* 1943), deutscher Verleger
- Weitbrecht, Herbert Udny (1851–1937), deutschstämmiger evangelischer Missionar und Islamwissenschaftler
- Weitbrecht, Johann Jakob (1744–1803), deutscher Typograph und Verleger in St. Petersburg
- Weitbrecht, Johann Jakob (1802–1852), deutscher evangelischer Missionar
- Weitbrecht, Josias (1702–1747), deutscher Anatom
- Weitbrecht, Julia (* 1976), deutsche Germanistin und Literaturwissenschaftlerin sowie Hochschullehrerin
- Weitbrecht, Lotte (1907–1990), deutsche Verlegerin
- Weitbrecht, Marie (1863–1945), deutsche Schriftstellerin
- Weitbrecht, Richard (1851–1911), Pfarrer und Autor
- Weitbrecht, Wilhelm (1860–1931), deutscher Geodät und Hochschullehrer
- Weitbrecht, Wolf (1920–1987), deutscher Science-Fiction-Schriftsteller

### Weite
- Weitemeier, Hannah (1942–2013), deutsche Ausstellungskuratorin und KunsthistorikerinHannah Weitemeier (1942–2013)

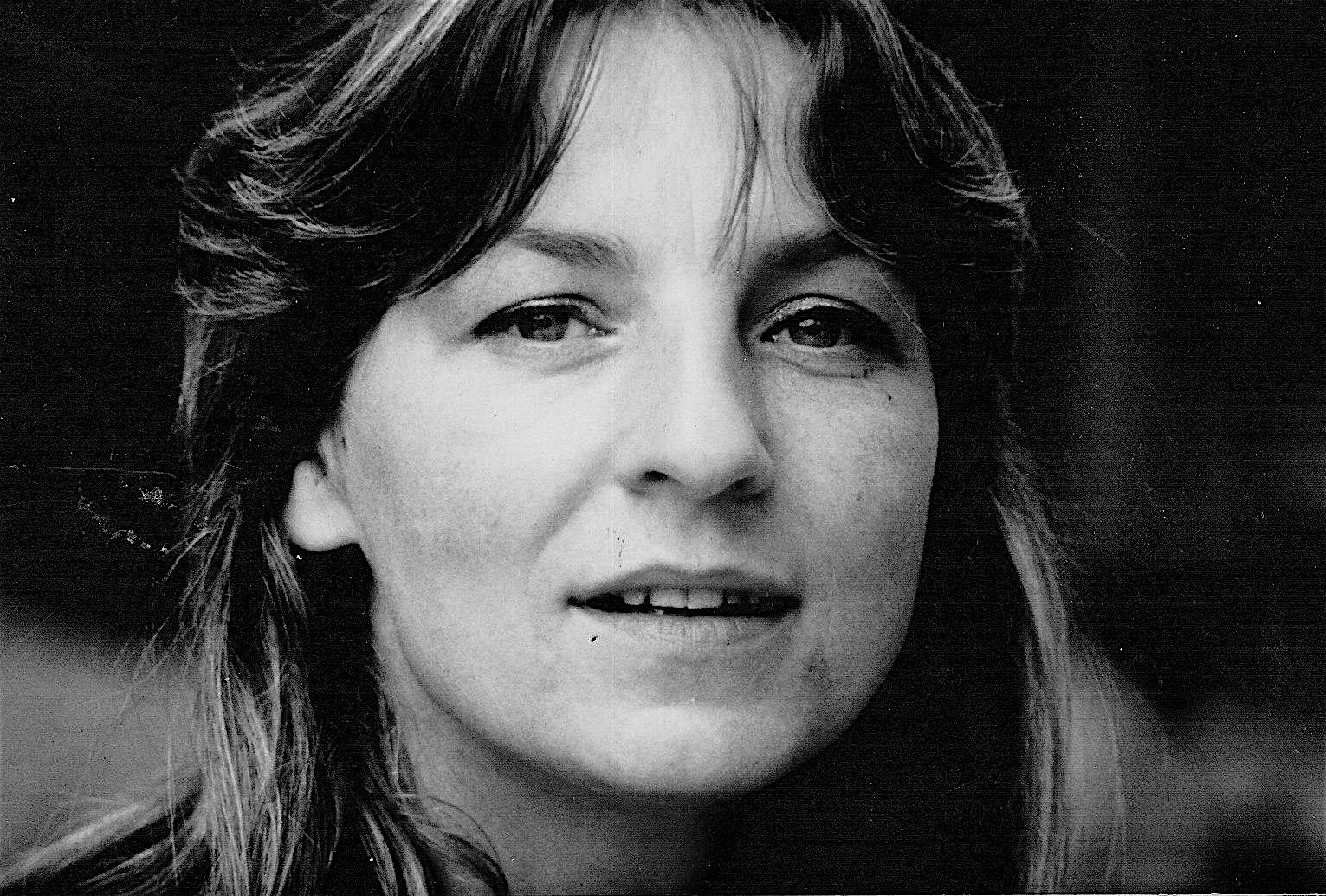
Hannah Weitemeier (1942–2013)

- Weitemeier, Herbert (1935–1998), deutscher Maler
- Weitemeier, Ingmar (* 1952), deutscher Polizist und Präsident des Hessischen Landeskriminalamts
- Weitemeyer, Birgit (* 1964), deutsche Rechtswissenschaftlerin
- Weitemeyer, Dirk (* 1958), deutscher Basketballspieler
- Weiten, Emil (1907–1993), deutscher Politiker (CVP/SVP), MdL
- Weitenauer, Ignaz (1709–1783), bayerisch-österreichischer Jesuit und Orientalist
- Weitendorf, Ernst (1883–1975), deutscher Seemann und Segelschiffkapitän
- Weitendorf, Silke (* 1941), deutsche Verlegerin
- Weitendorf, Uwe (1940–1996), deutscher Verleger
- Weitenkampf, Heinrich Wilhelm Benjamin (1758–1841), deutscher Jurist
- Weitenkampf, Johann Friedrich (1726–1758), deutscher Philosoph
- Weitensfelder-Anger, Gertrud (* 1915), österreichische Autorin
- Weitenweber, Wilhelm Rudolf (1804–1870), böhmischer Medizinhistoriker und Arzt
- Weiter, Eduard (1889–1945), deutscher KZ-Kommandant von Dachau
- Weiterer, Maria (1899–1976), deutsche Widerstandskämpferin gegen den Nationalsozialismus, KPD- und SED-Funktionärin
- Weitershausen, Barbara von (* 1946), deutsche FilmeditorinBarbara von Weitershausen (* 1946)

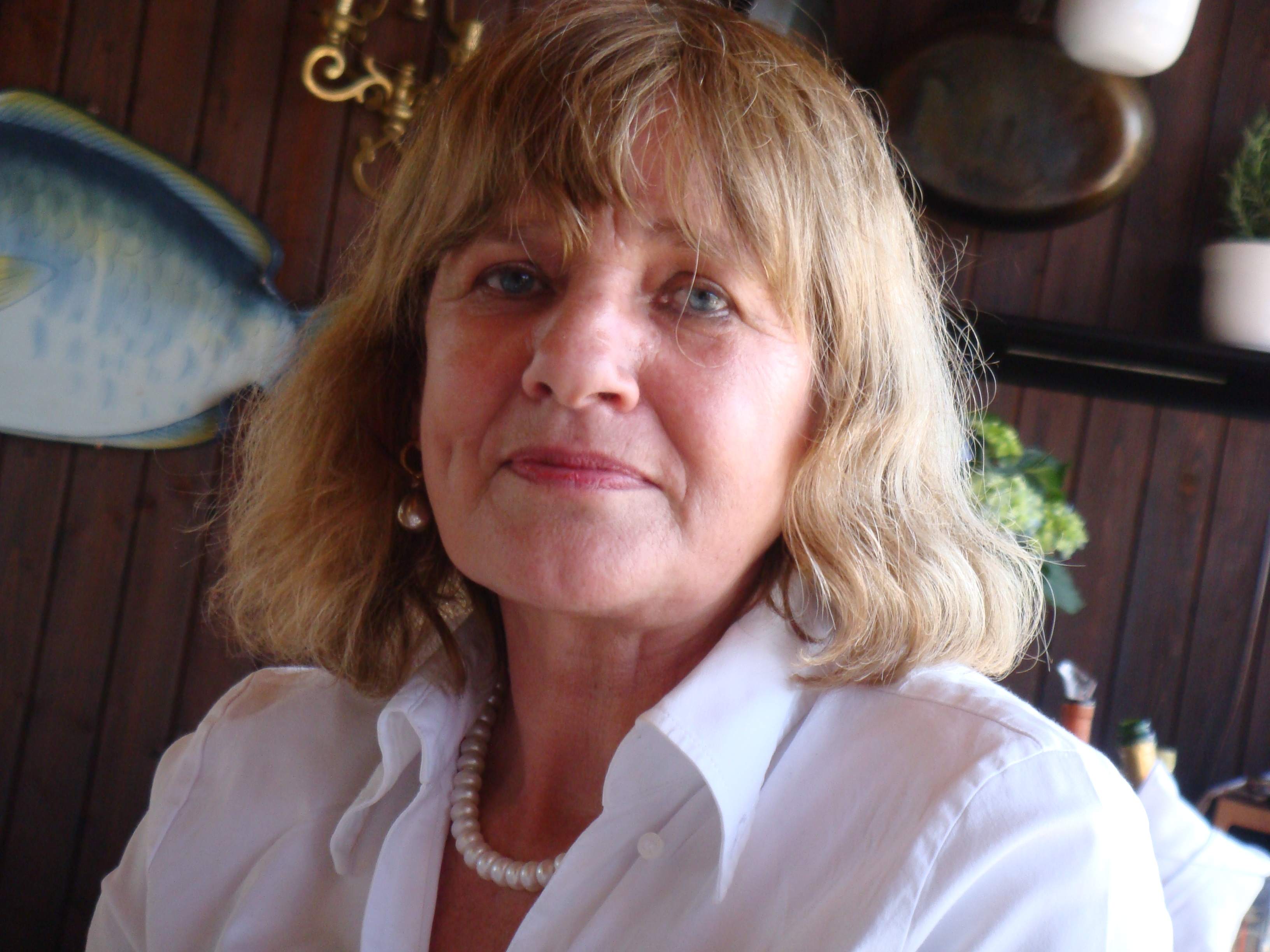
Barbara von Weitershausen (* 1946)

- Weitershausen, Bastian von († 1587), Hofmarschall und Diplomat in Diensten der Landgrafschaft Hessen, des Herzogtums Württemberg und des Deutschen Ordens
- Weitershausen, Gila von (* 1944), deutsche Schauspielerin
- Weitershausen, Heinrich Joseph von (1792–1863), großherzoglich hessischer Generalleutnant
- Weitershausen, Paula von (1539–1609), Äbtissin des Frauenstiftes Frauenalb
- Weitershausen, Richwin von, landgräflich hessischer und herzoglich württembergischer Forstmeister
- Weitershausen, Ulrich von († 1560), herzoglich württembergischer Forstmeister

### Weitg
- Weitgasser, Elisabeth (* 1963), österreichische Politikerin (NEOS), Landtagsabgeordnete

### Weith
- Weith, Friedrich (1837–1907), Landtagsabgeordneter Großherzogtum Hessen
- Weith, Udo (1897–1935), österreichischer Maler, Graphiker und Restaurator
- Weith, Wilhelm (1846–1881), deutscher Chemiker
- Weithaas, Antje (* 1966), deutsche ViolinistinAntje Weithaas (* 1966)
- Weithas, Fritz (1921–2007), deutscher Astronom, Gründer der Fritz-Weithas-Sternwarte auf dem Mariahilfberg
- Weithas, Gustav (1810–1848), deutscher Advokat und Politiker, MdL
- Weithmann, Michael W. (* 1949), deutscher Historiker und Bibliothekar
- Weitholz, Arezu (* 1968), deutsche Journalistin und Schriftstellerin
- Weithorn, Michael J. (* 1956), US-amerikanischer Autor, Regisseur und Produzent

### Weiti
- Weitin, Thomas (* 1971), deutscher Literaturwissenschaftler
- Weitingen, Georg Christoph von († 1634), deutscher Ordensritter (Johanniterorden)

### Weitk
- Weitkamp, Ernst (1908–1977), deutscher Zahnmediziner
- Weitkamp, Jens (1942–2019), deutscher Chemiker
- Weitkamp, Jürgen (1938–2025), deutscher Zahnarzt
- Weitkamp, Kurt (1914–2001), deutscher Schauspieler, Hörspiel- und Synchronsprecher
- Weitkuhn, Günter (* 1925), deutscher Fußballspieler und -trainer
- Weitkus, Otto (* 1932), deutscher Partei- und Wirtschaftsfunktionär
- Weitkus, Paul (1898–1974), deutscher Generalmajor der Luftwaffe im Zweiten Weltkrieg

### Weitl
- Weitlauff, Manfred (* 1936), deutscher katholischer Theologe
- Weitling, Günter (1935–2024), deutscher evangelisch-lutherischer Theologe, Kirchenhistoriker, Autor
- Weitling, Johann Ludwig (* 1758), deutscher Pädagoge und Pfarrer
- Weitling, Otto (* 1930), dänischer Architekt
- Weitling, Wilhelm (1808–1871), deutscher Theoretiker des KommunismusWilhelm Weitling (1808–1871)

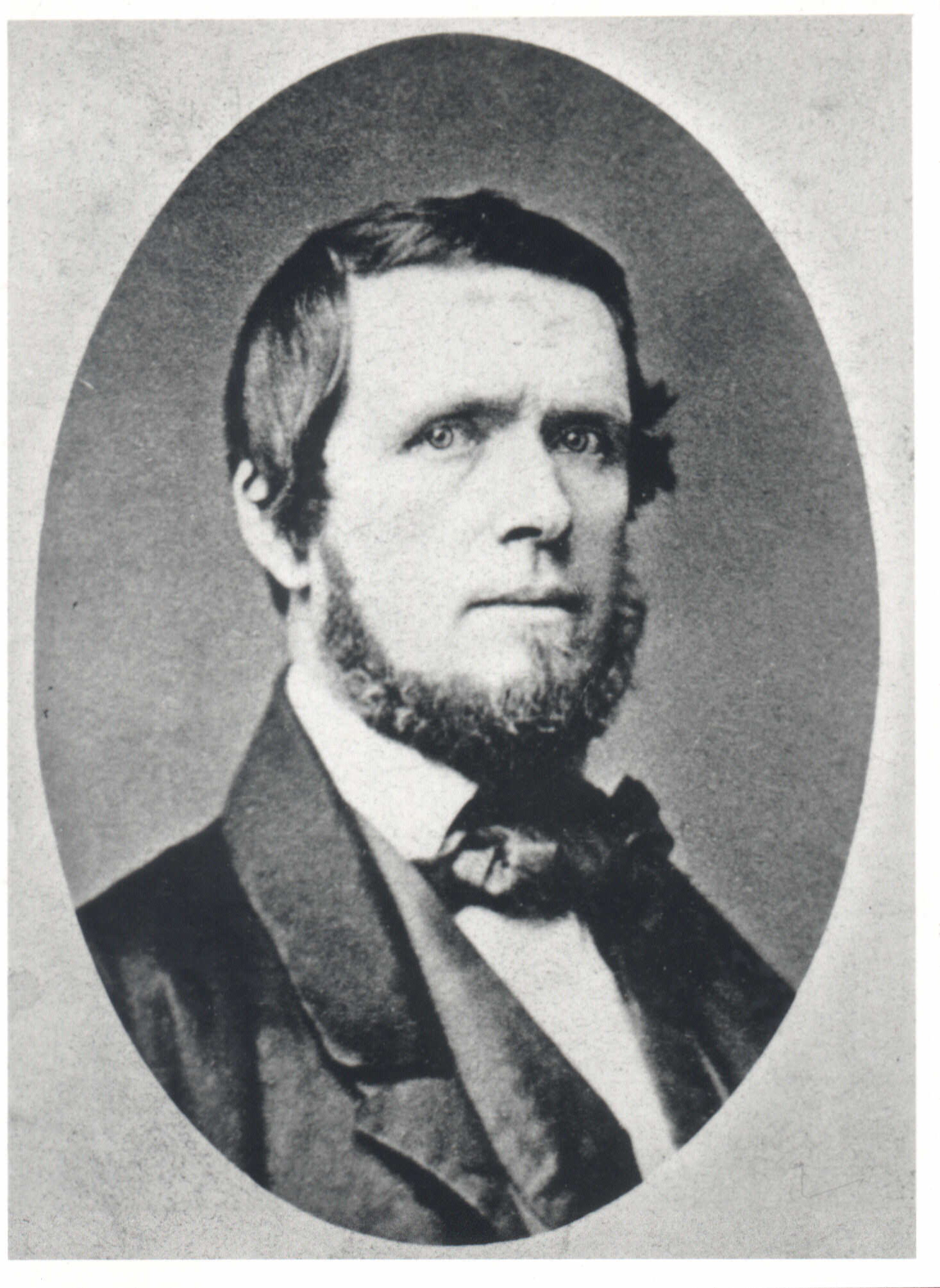
Wilhelm Weitling (1808–1871)

- Weitlof, Moriz (1835–1905), österreichischer Rechtsanwalt und Politiker

### Weitm
- Weitmann, Ludwig Anton (1904–1979), deutscher Jurist
- Weitmann, Pascal (* 1960), deutscher Klassischer Archäologe
- Weitmann, Walter (1926–2007), deutscher Unternehmer
- Weitmühl, Sebastian von († 1549), böhmischer Adliger und Feldhauptmann der böhmischen Stände

### Weitn
- Weitnauer, Albert (1916–1984), Schweizer Diplomat und Staatssekretär
- Weitnauer, Alfred (1905–1974), deutscher Schriftsteller, Historiker und Volkskundler
- Weitnauer, Hermann (1910–1999), deutscher Beamter und Rechtswissenschaftler
- Weitnauer, Jörg (* 1955), Schweizer Ruderer
- Weitnauer, Louise (1881–1957), Schweizer Malerin, Zeichnerin und Lithografin
- Weitnauer, Wolfgang (* 1954), deutscher Jurist

### Weitp
- Weitpert, Hans (1905–1993), deutscher Verleger und Fußballfunktionär

### Weits
- Weitsch, Eduard (1883–1955), deutscher Pädagoge, Volksschullehrer und Theoretiker der Volksbildung
- Weitsch, Friedrich Georg (1758–1828), deutscher Maler und Radierer
- Weitsch, Johann Anton August (1762–1841), deutscher Maler und Museumsinspektor
- Weitsch, Pascha Johann Friedrich (1723–1803), deutscher Landschaftsmaler
- Weitschacher, Markus (* 1989), österreichischer Schauspieler
- Weitschat, Wolfgang (1940–2016), deutscher Geologe und Paläontologe

### Weitt
- Weittenhiller, Joseph Edler von (1787–1861), Präsident der österreichischen Nationalbank
- Weittenhiller, Moritz Maria (1847–1911), österreichischer Genealoge und Heraldiker

### Weitz
- Weitz, Adrienne (* 1865), deutsche Opernsängerin (Sopran), Tänzerin und Gesangspädagogin
- Weitz, Chris (* 1969), US-amerikanischer Drehbuchautor, Regisseur und ProduzentChris Weitz (* 1969)

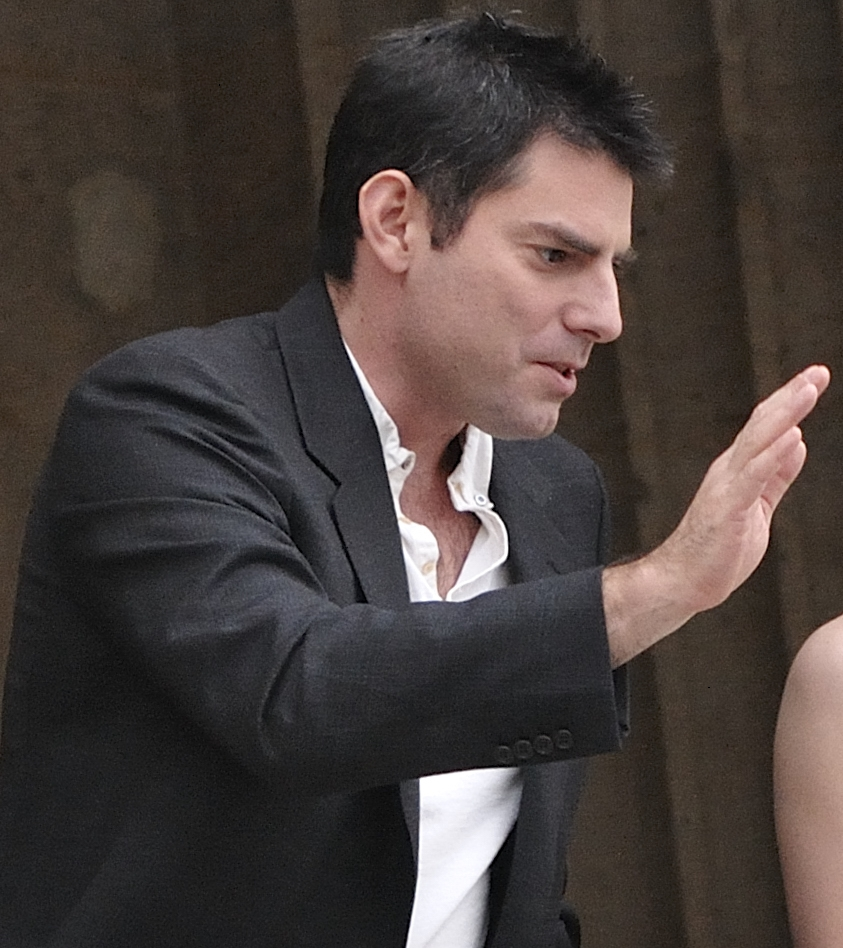
Chris Weitz (* 1969)

- Weitz, Daniel (* 1983), deutscher Tischtennisspieler
- Weitz, Dieter (* 1942), deutscher Tischtennisspieler
- Weitz, Edmund (* 1965), deutscher Mathematiker, Informatiker und Hochschullehrer
- Weitz, Eric D. (1953–2021), US-amerikanischer Historiker
- Weitz, Ernst (1883–1954), deutscher Chemiker
- Weitz, Friedrich (1865–1929), deutscher Kaufmann
- Weitz, Guy (1883–1970), belgischer Organist und Komponist
- Weitz, Heinrich (1890–1962), deutscher Politiker (Zentrum, CDU), MdL, Präsident des Deutschen Roten Kreuzes
- Weitz, Helmut (1918–1966), deutscher Maler und Grafiker
- Weitz, Jakob (1888–1971), deutscher Maler
- Weitz, John (1923–2002), deutschamerikanischer Modedesigner, Historiker und Schriftsteller jüdischer Herkunft
- Weitz, Jürgen (* 1966), deutscher Chirurg und Hochschullehrer
- Weitz, Martin (* 1964), deutscher Physiker und Professor an der Universität Bonn
- Weitz, Nicolaus (* 1579), Politiker Reichsstadt Frankfurt
- Weitz, Paul (1862–1939), deutscher Journalist
- Weitz, Paul (* 1965), US-amerikanischer Drehbuchautor, Regisseur und FilmproduzentPaul Weitz (* 1965)

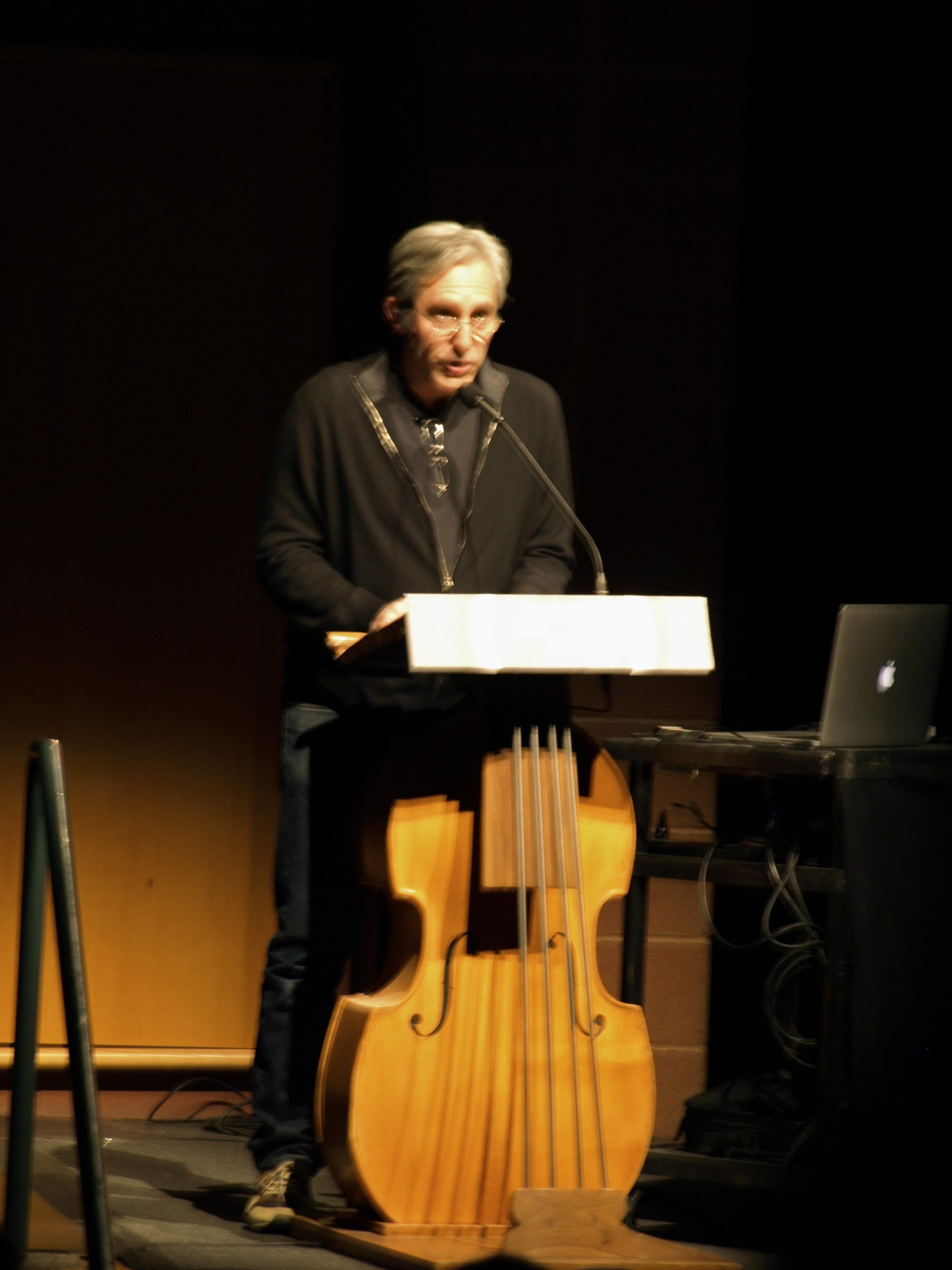
Paul Weitz (* 1965)

- Weitz, Paul J. (1932–2017), US-amerikanischer Astronaut
- Weitz, Wilhelm (1881–1969), deutscher Internist und Hochschullehrer
- Weitzdörfer, Rüdiger (1909–1991), deutscher Basketballspieler und -funktionär
- Weitze, Dirk (* 1970), deutscher Fußballspieler
- Weitze, Marc-Denis (* 1967), deutscher Chemiker und Wissenschaftskommunikator
- Weitze, Torsten (* 1976), deutscher Fantasy-Schriftsteller
- Weitzeil, Abbey (* 1996), US-amerikanische Schwimmerin
- Weitzel von Mudersbach, Reinhard (1853–1911), deutscher Fideikommissbesitzer und Politiker, MdR
- Weitzel, Andrée (1917–1984), Schweizer Journalistin und leitende Angehörige des Frauenhilfsdienstes
- Weitzel, August Willem Philip (1816–1896), niederländischer Offizier und Politiker
- Weitzel, Barbara (* 1962), deutsche Politikerin (Die Grünen), MdL
- Weitzel, Camilla (* 2000), deutsche VolleyballspielerinCamilla Weitzel (* 2000)

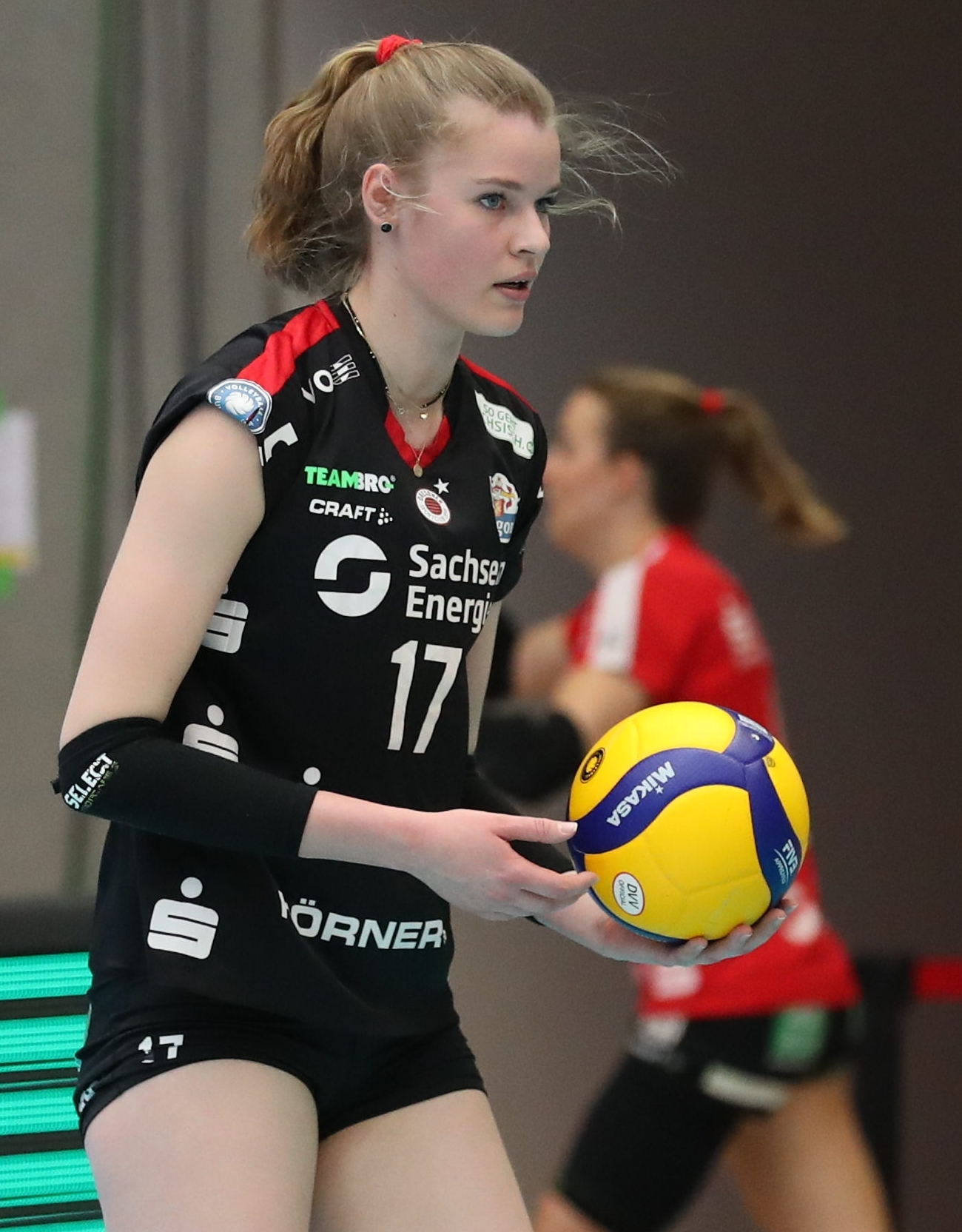
Camilla Weitzel (* 2000)

- Weitzel, Carl Georg (1843–1927), deutscher Ingenieur, Gründer eines Technikums
- Weitzel, Carolin (* 1980), deutsche CDU-Kommunalpolitikerin
- Weitzel, Cläre (1889–1945), deutsche Schriftstellerin
- Weitzel, Dieter (* 1944), deutscher Kinderarzt
- Weitzel, Fritz (1904–1940), deutscher Politiker (NSDAP), Polizeipräsident und SS-Obergruppenführer
- Weitzel, Gottfried (1835–1884), General der US-Armee
- Weitzel, Günther (1915–1984), deutscher Biochemiker und Hochschullehrer
- Weitzel, Hans Karl (1936–2024), deutscher Mediziner und Facharzt für Gynäkologie und Geburtshilfe
- Weitzel, Johann Philipp (1826–1903), Landtagsabgeordneter Großherzogtum Hessen
- Weitzel, Johannes (1771–1837), deutscher Schriftsteller, Verleger und Bibliothekar
- Weitzel, John Quinn (1928–2022), US-amerikanischer Ordensgeistlicher und Missionar, römisch-katholischer Bischof von Samoa-Pago Pago
- Weitzel, Jonas (* 1998), deutscher Basketballspieler
- Weitzel, Jürgen (1944–2015), deutscher Rechtswissenschaftler
- Weitzel, Karl Ludwig von (1821–1881), ostpreußischer Rittergutsbesitzer und Politiker
- Weitzel, Katja (* 1973), deutsche Politikerin (SPD)
- Weitzel, Michelle (* 1987), deutsche Leichtathletin
- Weitzel, Willi (* 1972), deutscher Fernsehmoderator, Reporter und FilmproduzentWilli Weitzel (* 1972)

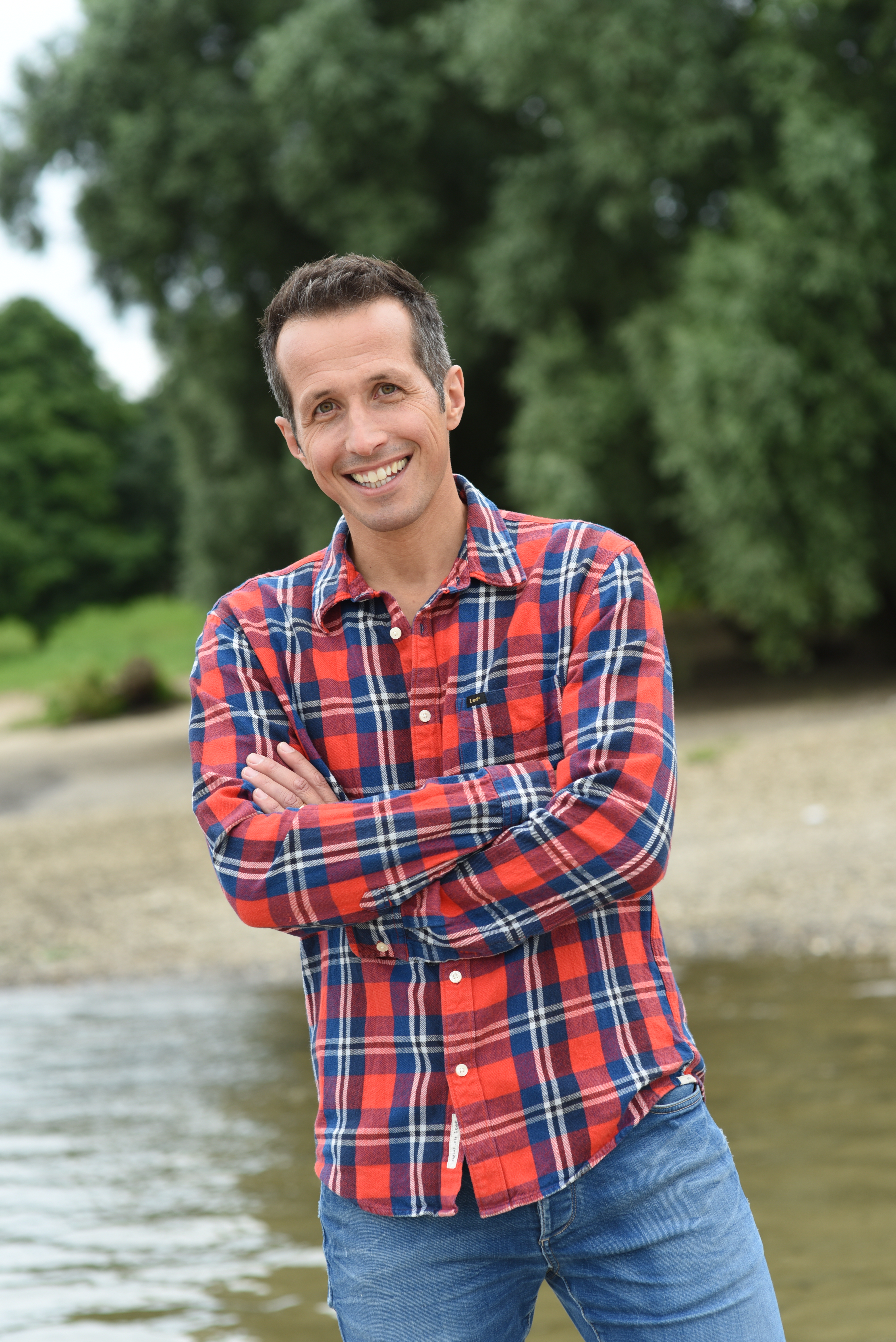
Willi Weitzel (* 1972)

- Weitzel-Polzer, Esther (* 1950), deutsche Soziologin und Hochschullehrerin
- Weitzenberg, A. O. (1882–1958), deutscher Kameramann
- Weitzenberg, Barry (* 1946), US-amerikanischer Wasserballspieler
- Weitzenberg, Juhan (1838–1877), estnischer Dichter
- Weitzenböck, Katja (* 1967), deutsche SchauspielerinKatja Weitzenböck (* 1967)

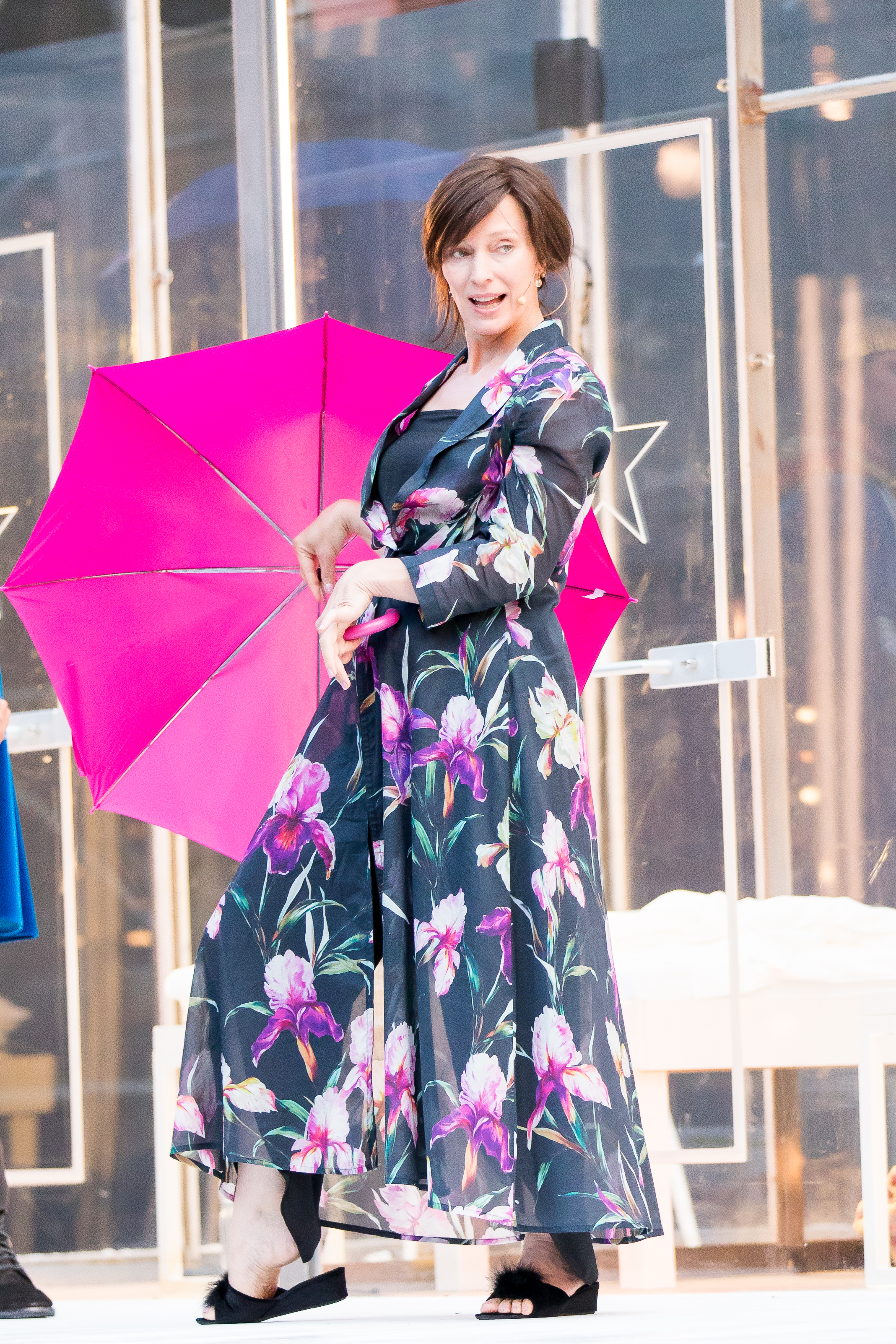
Katja Weitzenböck (* 1967)

- Weitzenböck, Roland (1885–1955), österreichisch-niederländischer Mathematikhistoriker
- Weitzendorf, Heinz (* 1931), deutscher Komponist und Dirigent
- Weitzenegger, Ferdinand (1704–1775), vorderösterreichischer Baumeister des Barockzeitalters
- Weitzer, Helmut (1901–1976), österreichischer Industrieller und Manager
- Weitzer, Johann (1831–1902), österreichischer Industrieller
- Weitzl, Erwin (* 1960), österreichischer Kugelstoßer und Diskuswerfer
- Weitzl, Gernot (1925–2004), deutscher Rundfunkredakteur und Regisseur
- Weitzman, Martin (1942–2019), US-amerikanischer Wirtschaftswissenschaftler
- Weitzmann, Annette (* 1967), deutsche Schauspielerin
- Weitzmann, Carl Borromäus (1767–1828), deutscher Dialektdichter
- Weitzmann, Carl Friedrich (1808–1880), deutscher Musiktheoretiker
- Weitzmann, Hannibal (* 1995), deutscher Eishockeytorwart
- Weitzmann, Kurt (1904–1993), deutsch-amerikanischer Kunsthistoriker
- Weitzmann-Fiedler, Josepha (1904–2000), deutsch-amerikanische Kunsthistorikerin